# Kasteel van Soiron

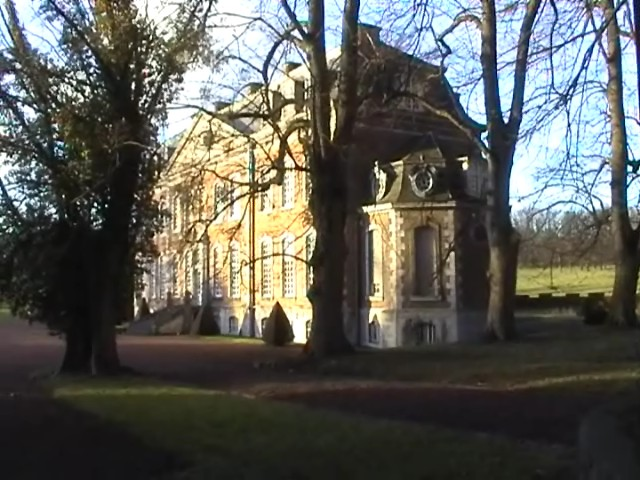
Kasteel van Soiron

Het kasteel van Soiron (Château de Soiron) is een kasteel in de tot de Belgische gemeente Pepinster behorende plaats Soiron, gelegen aan de Rue de Xhendelesse.

## Geschiedenis
Vanaf de 11e eeuw zou er te Soiron een maison forte hebben gestaan, wat aanvankelijk een houten constructie was. In de 14e eeuw werd melding gemaakt van een stenen kasteel (chastael) op deze plaats. Dit kasteel was aan verwaarlozing onderhevig en in 1587 liet de toenmalige eigenaar, Christian de Woestenraedt, een nieuw en comfortabeler kasteel bouwen: Het Kasteel van Sclassin. Een deel van het oorspronkelijke kasteel bleef echter bewoonbaar, ook al werd het tijdens de aardbeving van 1692 beschadigd. Van 1723-1749 werd, iets ten noorden van het oorspronkelijke kasteel, een nieuw kasteel gebouwd door Nicolas-Ignace de Woelmont en zijn echtgenote Angélique d'Argenteau. Hun wapenschilden prijken op het driehoekig fronton boven de hoofdgevel, die in Lodewijk XV-stijl werd uitgevoerd.
In 1857 liet de toenmalige eigenaar, Henri de Woelmont, de grachten dempen en de ophaalbrug verwijderen. De familie is nog steeds eigenaar van dit kasteel. Het kasteel wordt omgeven door een symmetrisch aangelegde tuin.
Het oude kasteel is verdwenen. Op die plaats zijn nieuwere bouwwerken verschenen.